# ليلى الجهني
ليلى الجهني (ولدت في عام 1969م) في شمال مدينة تبوك، هي روائية وقاصة سعودية، درست في جامعة الملك عبد العزيز في فرعها بالمدينة المنورة. حصلت على درجة البكالوريوس في الأدب الإنجليزي، ثم حصلت على درجة الماجستير في اللغات الأجنبية ودرجة الدكتوراة في التربية وعلم النفس.

## أعمالها
- جاهلية (رواية): نشر عام 2008 عن دار الآداب للنشر والتوزيع - بيروت.
- 40 في معنى أن أكبر (رواية): نشر عام 2009 عن دار الآداب للنشر والتوزيع - بيروت.
- الفردوس اليباب (رواية): نشر عام 2006 عن منشورات الجمل.
- تقنيات وتطبيقات الجيل الثاني من التعليم الإلكتروني 2.0 (في التربية): نشر عام 2013 عن الدار العربية للعلوم ناشرون.[3]
- الرسوم المتحركة وطفل ما قبل المدرسة نشر عام 2015 عن المسيلة للنشر والتوزيع.[4]
- دراسات في التعليم المتنقل نشر عام 2017 عن دار المسيلة للنشر والتوزيع.[5]
- غرفة الأم (رواية) صدرت عام 2024 عن دار أثر.[6]

## الجوائز
- حصلت على المركز الثالث في مسابقة القصة القصيرة بنادي الطائف الأدبي عام 1991م.
- حصلت على المركز الأول في مسابقة القصة القصيرة بنادي المدينة المنورة الأدبي عام 1993م.
- حصلت روايتها، غير المنشورة، «دائماً يبقى الحب» على المركز الثاني في جائزة أبها للثقافة عام 1995م.
- حصلت روايتها «الفردوس اليباب» على المركز الأول في مسابقة الشارقة للإبداع (الدورة الأولى) عام 1998م.[7][8]